# The Making of the Atomic Bomb
The Making of the Atomic Bomb est un ouvrage d'histoire contemporaine rédigé par le journaliste américain Richard Rhodes, et publié la première fois chez Simon & Schuster en 1987. Le récit couvre les personnes et les évènements de la première moitié du XXe siècle qui ont permis de mieux comprendre la fission nucléaire, le Projet Manhattan et les bombardements atomiques d'Hiroshima et de Nagasaki. Pour cet ouvrage, l'auteur a reçu (1) le National Book Award pour une œuvre qui n'est pas une fiction en 1987, (2) le National Book Critics Circle Award pour une œuvre qui n'est pas une fiction en 1987 et (3) le  prix Pulitzer de l'essai en 1988.
Le lauréat du prix Nobel de physique Isidor Isaac Rabi, l'un des premiers participants à la création de l'ère atomique, a déclaré : « un récit digne de Milton. Nulle part ailleurs ai-je vu toute l'histoire rédigée avec autant d'élégance et de goût et avec autant de détails utiles ; tout ça dans un langage simple qui transporte le lecteur vers de merveilleuses et profondes découvertes scientifiques et leurs applications »,.

### Citations originales
1. ↑  (en) « an epic worthy of Milton. No where else have I seen the whole story put down with such elegance and gusto and in such revealing detail and simple language which carries the reader through wonderful and profound scientific discoveries and their application. »